# Ellen Johnson Sirleaf
Ellen Johnson Sirleaf (sinh ngày 29 tháng 10 năm 1938) là Tổng thống Liberia thứ 24. Bà từng là Bộ trưởng Bộ Tài chính dưới thời Tổng thống William Tolbert từ năm 1979 đến cuộc đảo chính năm 1980, sau đó bà rời Liberia và giữ những vị trí cấp cao tại các tổ chức tài chính khác nhau. Bà xếp thứ nhì rất xa ứng cử viên thứ nhất trong cuộc bầu cử tổng thống năm 1997. Sau đó, bà được bầu làm Tổng thống trong cuộc bầu cử tổng thống năm 2005 (thắng cựu danh thủ George Weah) và nhậm chức ngày 16 tháng 1 năm 2006. Sirleaf là một nguyên thủ nữ đầu tiên và duy nhất được bầu của nhà nước ở châu Phi.
Bà cùng với Leymah Roberta và Tawakkul Karman, đã giành được giải Nobel Hòa bình năm 2011 "cho cuộc đấu tranh bất bạo động cho sự an toàn của phụ nữ và quyền của phụ nữ với sự tham gia đầy đủ trong công tác xây dựng hòa bình".
Hiện nay bà cũng là thành viên của Hội đồng Phụ nữ lãnh đạo thế giới.
Vào tháng 12 năm 2021, James Sirleaf, một trong những người con trai của Ellen Sirleaf đã chết tại nơi ở của ông ở Liberia trong một hoàn cảnh không rõ.